# Acria
Acria é um gênero de traça pertencente à família Agonoxenidae.